# Medellín
Medellín je velkoměsto v Kolumbii, správní středisko departementu Antioquia. Je to druhé největší kolumbijské město po Bogotě a jedno z největších industriálních měst v Kolumbii. Metropole leží na březích řeky Medellín v Aburrajském údolí (Valle de Aburrá) v průměrné nadmořské výšce 1500 m n. m. v pohoří kolumbijské Centrální Kordillery. V historii se město nazývalo např. Aburrá de los Yamesíes, San Lorenzo de Aburrá, San Lorenzo de Aná, Valle de San Bartolomé, Villa de la Candelaria de Medellín a Medellín. V Medellínu se každoročně již od roku 1957 pořádá v srpnu Festival květin „La Feria de Las Flores“.

## Toponymie
Údolí, kde se nachází dnešní Medellín, spatřili Španělé poprvé v srpnu roku 1541. Městu vzniklému živelně v první polovině 17. století, vybral jméno don Pedro Portocarrero y Luna, předseda Výboru pro Indie, podle města Medellín v provincii Badajoz ve španělské Extremaduře (jež kolem roku 79 př. n. l. založil konzul Quintus Cecilius Metellus Pius, na jehož počest dostalo jméno Metellinum). 22. listopadu 1674 královna-regentka Mariana de Austria (v zastoupení svého syna Karla II.) vydala královský výnos, jímž potvrdila založení města pod názvem Villa de Nuestra Señora de la Candelaria de Medellín.

## Klima
Klima je (vzhledem k zeměpisné šířce) relativně chladné, což je dáno nadmořskou výškou. Podnebí je charakterizováno spíše jako vlhké subtropické. Průměrná teplota je 22 °C a v důsledku blízkosti k rovníku v průběhu roku téměř nekolísá. Rozdíly teploty jsou od 10 do 30 °C.

## Doprava
Medellín disponuje mezinárodním letištěm José María Córdova International Airport. Veřejná doprava je pak zajišťována metrem, tramvajemi, autobusy a vozy taxi. Vzhledem k topografii města zde zároveň existuje několik lanovek (Metrocable), které jsou součástí městské hromadné dopravy.

## Sport
V Medellínu sídlí fotbalové kluby Atlético Nacional a Independiente Medellín.

## Fotogalerie

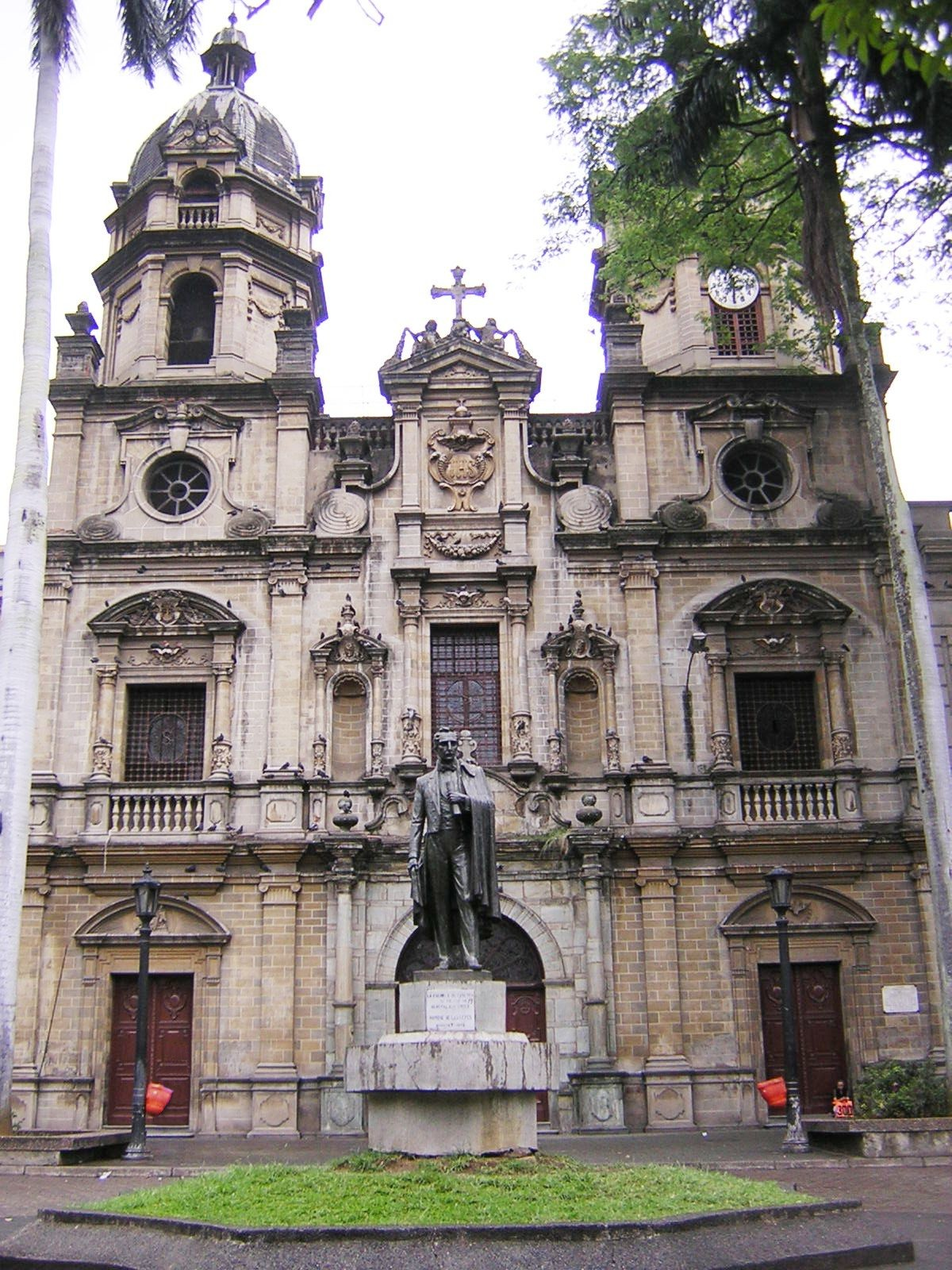
Kostel sv. Ignáce v Medellíně
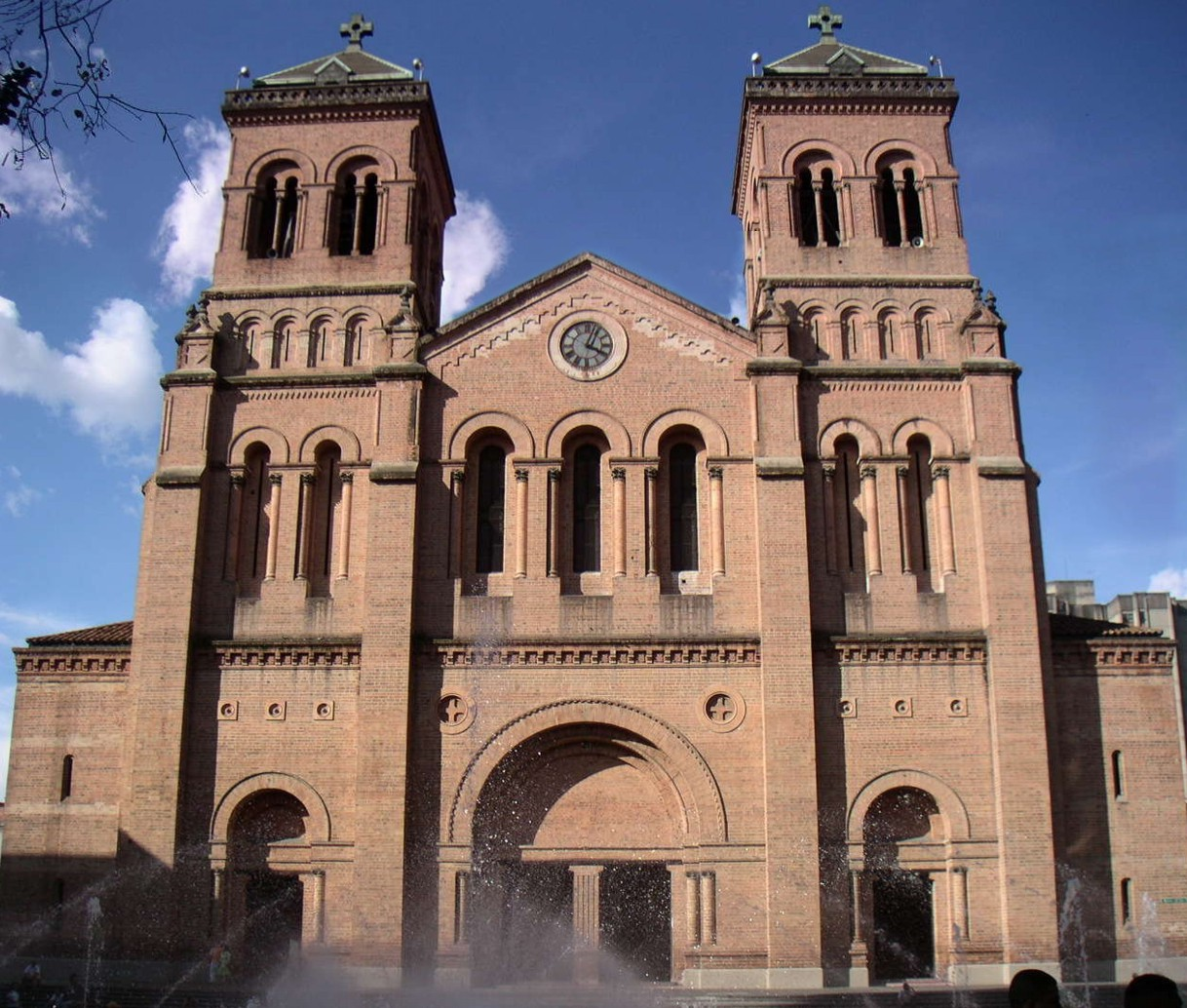
Katedrála Neposkvrněného početí Panny Marie
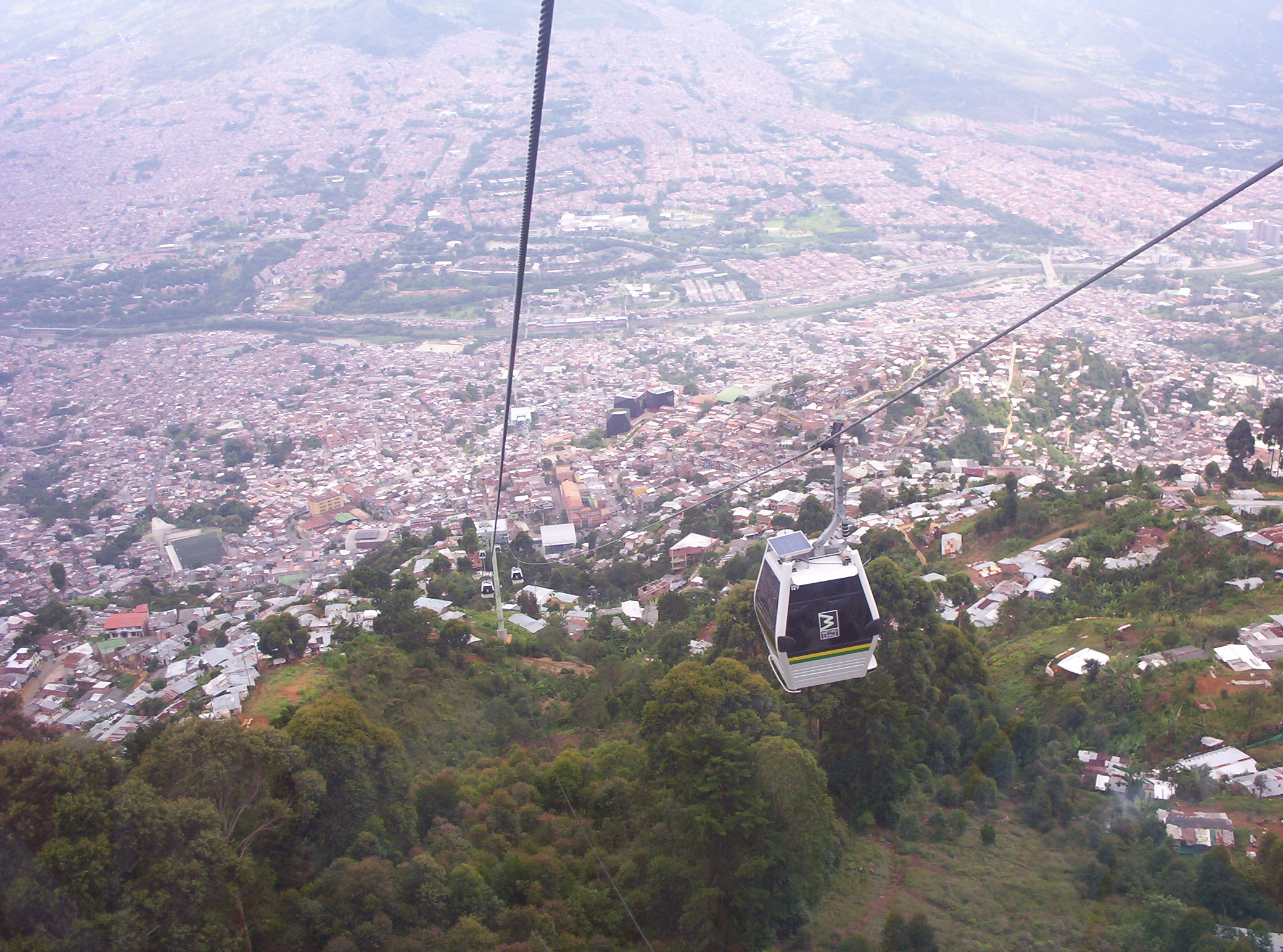
Lanovka Metrocable

## Slavní rodáci
- Fernando Botero (* 1932), kolumbijský malíř a sochař[1]
- René Higuita (* 1966), bývalý fotbalový brankář a reprezentant[2]
- Andrés Escobar Saldarriaga (1967–1994), kolumbijský fotbalový obránce a reprezentant[3]
- J Balvin (* 1985), kolumbijský reggaeton zpěvák[4]
- David Ospina (* 1988), kolumbijský fotbalový brankář a reprezentant[5]
- Karol G (* 1991), kolumbijská zpěvačka[6]
- Maluma (* 1994), kolumbijský zpěvák, skladatel a tanečník[7]

## Partnerská města
- Barcelona, Španělsko
- Bilbao, Španělsko
- Bogota, Kolumbie
- Buenos Aires, Argentina
- Cali, Kolumbie
- Dubaj, Spojené arabské emiráty
- Fort Lauderdale, Spojené státy americké
- Gold Coast, Austrálie
- Chicago, Spojené státy americké
- Manaus, Brazílie
- Miami, Spojené státy americké
- New York, Spojené státy americké
- Pasto, Kolumbie
- Recife, Brazílie
- Rosario, Argentina
- São Paulo, Brazílie
- Tacuarembó, Uruguay
- Tijuana, Mexiko
- Udine, Itálie
- Varna, Bulharsko